# Paracotis seydeli
Paracotis seydeli är en fjärilsart som beskrevs av Louis Beethoven Prout 1934. Paracotis seydeli ingår i släktet Paracotis och familjen mätare. Inga underarter finns listade i Catalogue of Life.